# トミー・リッチ
トミー・リッチ（Tommy Rich、本名：Thomas Richardson、1956年7月26日 - ）は、アメリカ合衆国の元プロレスラー。テネシー州ヘンダーソンビル出身。
第59代NWA世界ヘビー級王者。ニックネームは "Wildfire"（野生の炎）。

## 来歴
1974年、ジェリー・ジャレットにスカウトされ、地元テネシーのNWAミッドアメリカ地区でプロレスラーとしてデビュー。以降1980年代を通し、テネシーのCWA、ジョージアのGCW、アラバマのSECWなど、南部の団体を主戦場に活動。ジョージアではオースチン・アイドル、マスクド・スーパースター、オレイ・アンダーソン、イワン・コロフ、アレックス・スミルノフ、バロン・フォン・ラシク、キラー・カーン、バズ・ソイヤー、ファビュラス・フリーバーズ、ザ・グレート・カブキなどトップクラスのヒールと流血の抗争を繰り広げ、アイドル系のベビーフェイスとして一時代を築いた。
1981年4月27日、ジョージア州オーガスタでハーリー・レイスを破り第59代NWA世界ヘビー級王者となる。その4日後にはマリエッタでレイスにタイトルを奪還されたが、この記録はNWA世界王座史上の最短命記録であり、史上最年少での王座戴冠記録でもあった。マイケル・ヘイズがテレビ番組『WWE 24/7』で語ったところによると、この王座移動はNWAまたはレイスの許可なく、プロモーターの指示でレフェリーが早くカウントを取り勝利させたものだという。

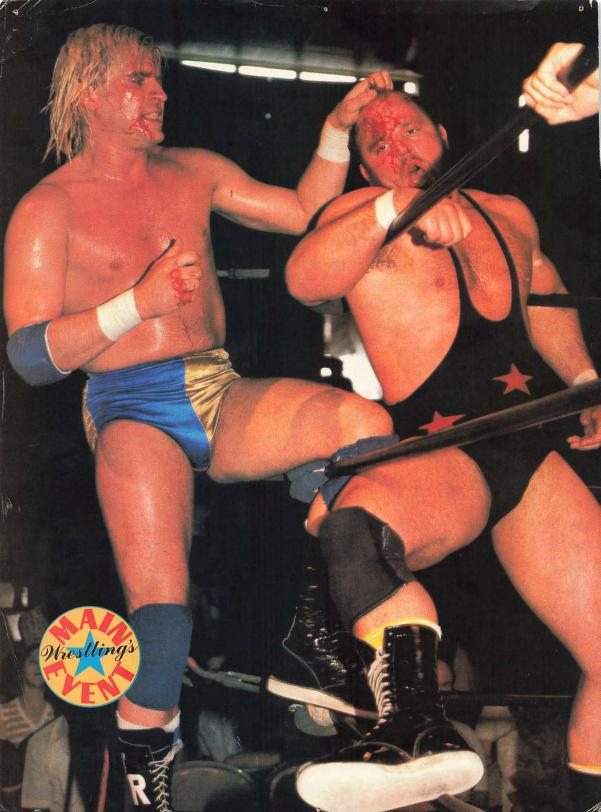
バズ・ソイヤー (右) と対戦するリッチ（1983年）

1983年2月、全日本プロレスに初来日し、ジョージア時代のカブキとの抗争を再現。その後も度々来日し、ジャンボ鶴田と好勝負を残している（両者ともフライング・ボディシザース・ドロップを得意にしていた）。また、アメリカにおけるスタン・ハンセンの盟友として、プロレス専門誌の海外情報コーナーにも頻繁に登場した。1980年代後半には古巣のCWAに復帰し、旧敵オースチン・アイドルと組んでジェリー・ローラーと抗争（この抗争劇は、業界紙『レスリング・オブザーバー』において1987年の "Feud of the Year" に選ばれている）。1988年4月の来日時には、4月22日に川崎市体育館において、前日に負傷したジミー・スヌーカの代役として、ブルーザー・ブロディとのコンビで天龍源一郎&阿修羅・原（龍原砲）が保持するPWF世界タッグ王座にも挑戦している。同年11月には全日本プロレスの世界最強タッグ決定リーグ戦にディック・スレーターとのコンビで出場した。
1991年からWCWへも参戦し、1993年にはUSWA、1995年にはジム・コルネットのSMWで活動。この頃になると体重も増加し、ラリー・シャープを思わせる風貌・体型になり、かつての金髪アイドルのイメージを完全に払拭してヒールに転向した。1996年よりECWに登場し、ザ・ビッグ・ドン（The Big Don）のニックネームでイタリア系ユニットF.B.I.のマネージャーとしても活動。
2000年にECWを離れプロレス界から引退したが、2006年よりインディー団体への単発出場を開始。かつてのライバル達との因縁の対決も再現しており、2007年5月15日にジョージアのAll-Star Championship Wrestlingにてマスクド・スーパースター、同年8月5日にクリーブランドのAll-Pro Wrestlingにてジミー・スヌーカと対戦した。2008年6月7日には、アトランタで行われた "NWA 60th Anniversary Show" にてアブドーラ・ザ・ブッチャーとノーコンテストの激闘を演じている。2009年8月9日にはECWの影響下にあるJCWが主催した "Bloodymania" に登場、サブゥー対レイヴェン戦においてレイヴェンのマネージャーを務めた。

## 得意技
- フライング・ボディシザース・ドロップ
- ダイビング・フィスト・ドロップ
- スリーパー・ホールド

## 獲得タイトル
ナショナル・レスリング・アライアンス
- NWA世界ヘビー級王座：1回
- NWA殿堂 : 2008年[9]

ジョージア・チャンピオンシップ・レスリング
- NWAジョージア・ヘビー級王座：3回
- NWAジョージア・タッグ王座：6回（w / トニー・アトラス、スタン・ハンセン×2、サンダーボルト・パターソン、ワフー・マクダニエル、クラッシャー・リソワスキー）
- NWAジョージアTV王座：1回
- NWAメイコン・ヘビー級王座：1回
- NWAナショナル・ヘビー級王座：3回

NWAミッドアメリカ / コンチネンタル・レスリング・アソシエーション
- NWAミッドアメリカ・ヘビー級王座：2回
- NWAミッドアメリカ・タッグ王座：1回（w / ケン・ルーカス）[10]
- NWA南部ヘビー級王座（メンフィス版）：2回
- NWA USタッグ王座（ミッドアメリカ版）：1回（w / トージョー・ヤマモト）
- NWA6人タッグ王座：2回（w / トージョー・ヤマモト&ジョージ・グラス）
- AWA南部ヘビー級王座：2回
- AWA南部タッグ王座：4回（w / ビル・ダンディー×2、エディ・ギルバート、ダッチ・マンテル）
- CWAインターナショナル・ヘビー級王座：1回
- CWA世界タッグ王座：2回（w / ビル・ダンディー、ジェリー・ローラー）

サウスイースタン・チャンピオンシップ・レスリング
- NWAコンチネンタル・ヘビー級王座：1回
- NWAサウスイースタン・タッグ王座：3回（w / ビル・ダンディー、ジョニー・リッチ、スティーブ・アームストロング）

ワールド・チャンピオンシップ・レスリング
- WCW世界6人タッグ王座：2回（w / リッキー・モートン&ジャンクヤード・ドッグ、リチャード・モートン&テレンス・テイラー）

ユナイテッド・ステーツ・レスリング・アソシエーション
- USWAヘビー級王座：4回
- USWA世界タッグ王座：4回（w / ダグ・ギルバート）

スモーキー・マウンテン・レスリング
- SMWヘビー級王座：1回

アメリカン・レスリング・フェデレーション
- AWFタッグ王座：1回（w / グレッグ・バレンタイン）